# Roqya (film)
Pour les articles homonymes, voir Roqya.
Pour plus de détails, voir Fiche technique et Distribution.
Roqya est un thriller français réalisé par Saïd Belktibia et sorti en 2023,.

## Synopsis
Nour ramène du Maroc des animaux exotiques qu'elle dissimule sur elle et qui seront utilisés dans des cérémonies occultes par des « sorciers » à qui elle les revend. Après avoir créé une application, « Baraka », grâce à laquelle on peut faire appel à des guérisseurs, et marabouts pour trouver des solutions aux problèmes que l'on rencontre dans la vie, elle est accusée de sorcellerie par des alliés de son ex-mari, Dylan — avec qui elle est en conflit pour la garde de leur fils, Amine et le versement de la pension alimentaire — accusation bientôt reprise dans la cité où elle vit, seule avec Amine. Rapidement, à cause des réseaux sociaux, elle est traquée, on met le feu à son appartement alors qu'elle s'y est réfugiée après une poursuite. Elle réussit à s'échapper et prend la fuite. Elle va résister et lutter pour sa survie et la protection de son fils, que Dylan essaie de récupérer.

## Fiche technique
Sauf indication contraire, les informations mentionnées dans cette section peuvent être confirmées par les bases de données cinématographiques IMDb et Allociné,  présentes dans la section « Liens externes ».
- Titre original : Roqya
- Réalisation : Saïd Belktibia
- Scénario : Saïd Belktibia et Louis Pénicaut
- Musique : Flemming Nordkrog
- Décors : Arnaud Roth
- Costumes : Emmanuelle Pastre
- Photographie :
- Son : Arnaud Lavaleix et Serge Rouquairol
- Montage : Benjamin Weill et Nicolas Larrouquere
- Production : Ladj Ly
- Sociétés de production : Iconoclast Films et Lyly Films
- Société de distribution : WTFilms et Les Bookmakers
- Budget :
- Pays de production :  France
- Langue originale : français
- Format :
- Genre : thriller
- Durée : 97 minutes
- Dates de sortie :
  - Espagne : 10 octobre 2023 (Sitges)
  - France : 15 mai 2024 (en salles)

## Distribution
- Golshifteh Farahani : Nour
- Amine Zariouhi : Amine
- Jérémy Ferrari : Dylan
- Denis Lavant : Jules
- Mathieu Espagnet : Kevin
- Isma Kébé : Arnaud
- Issaka Sawadogo : Ahmed
- Anne-Laure Gruet : la douanière

## Distinctions

### Sélection
- Festival international du film fantastique de Gérardmer 2024 : hors compétition